# Ajugoides
Ajugoides és un gènere amb només una espècie. Es tracta d'una planta amb flors que pertany a la família Lamiaceae. Aquesta herba perenne és nativa i endèmica del Japó (a les illes de Honshu, Shikoku i Kyushu).

## Espècie
- Ajugoides humilis Makino